# Нове Ресько
Нове Ресько (пол. Nowe Resko) — село в Польщі, у гміні Полчин-Здруй Свідвинського повіту Західнопоморського воєводства.
Населення — 92 особи (2011).

## Демографія
Демографічна структура станом на 31 березня 2011 року:
|          | Загалом | Допрацездатний вік | Працездатний вік | Постпрацездатний вік |
| -------- | ------- | ------------------ | ---------------- | -------------------- |
| Чоловіки | 46      | 12                 | 30               | 4                    |
| Жінки    | 46      | 8                  | 31               | 7                    |
| Разом    | 92      | 20                 | 61               | 11                   |